# Onaway (Michigan)
Ne doit pas être confondu avec Onaway (Idaho).
Onaway est une ville américaine du comté de Presque Isle dans l'État du Michigan.
Selon le recensement de 2010, Onaway compte 880 habitants. La municipalité s'étend sur 1,57 milles carrés (4,07 km2).